# Josip Bilinovac
Josip Bilinovac (Mostar, 30. prosinca 1990.) je hrvatski profesionalni košarkaš. Igra na poziciji šutera, a može igrati i razigravača. Od lipnja 2022. je član rumunjskog kluba Rapid Bucururesti.
Rođen je u Mostaru 30. prosinca 1990. a odrastao u Širokom Brijegu. Ondje je u košarkaškom klubu Široki prošao je sve mlađe uzraste, a s juniorima kluba postao je prvak države. Ubrzo je postao jednim od najboljih juniora Širokog i zajedno je sa svojim suigračem Planinićem pozvan je u seniorsku momčad. Dobrim igrama zaslužio je poziv u Hrvatsku U-18 reprezentaciju. S njome je na europskom prvenstvu u Grčkoj 2008. osvojio brončanu medalju. Nakon Europskog prvenstva, povratkom u Široki dobio je nagradu za najuspješniji juniorskog sportaša. U sljedećem ciklusu s hrvatskom juniorskom reprezentacijom, Bilinovac je osvojio brončanu medalju na svjetskom prvenstvu do 19 godina na Novom Zelandu.

## Vanjske poveznice
- Profil na Basketball Doudiz.com